# Olivier Weber
Olivier Weber (Montluçon, 12 de junio de 1958) es un escritor y periodista francés, miembro del Premio Albert Londres. Corresponsal de guerra y reportero destacado en diversos conflictos armados y guerrillas, es el autor 
de El Halcón Afgano: Viaje al país de los talibanes. Olivier Weber es hoy embajador itinerante de Francia.

## Biografía
Estudió economía en los Estados Unidos en la Universidad de San Francisco (Economía) y en Francia, la Universidad de Niza (DEA, Diploma estudios en profundidad), Antropología en la École des Hautes Études en Sciences Sociales o EHESS (traducción: Escuela de Estudios Superiores en Ciencias Sociales) de París (DEA), el Derecho Internacional (PhD), Indonesia y Malasia al Institut National des Langues et Civilisations Orientales (Instituto nacional de lenguas y culturas orientales). Entró en el periodismo después de algunos años en la enseñanza y en el análisis financiero, se trasladó a la California en los pasos de Jack London. Convertirse en corresponsal de guerra en África y en el Medio Oriente para The Sunday Times, The Guardian y Liberation, también lleva investigaciones para Les Nouvelles littéraires y Globo . Ejerció como reportero de guerra durante 25 años (1983–2008). Sus primeros pasos los dio en el diario Libération y después en Sunday Times, Guardian, Nice-Matin y Le Point. 
A lo largo de su carrera obtuvo el Premio Albert Londres, el Premio Joseph Kessel, el Premio de la Aventura, el Premio Amerigo Vespucci y el Premio de los Corresponsales de guerra, entre otros. 
Cubre conflictos y guerrillas de Eritrea, Camboya, Afganistán, Kurdistán, Sudán, Chad, Irak, Irán, Tailandia, Armenia, China, Sahara Occidental, Rusia, Rumania, Pakistán, Kosovo, Sri Lanka, Argelia, Cachemira, Israel, los Territorios palestinos, Timor Oriental, Birmania, etc. Aunque de todas ellas, la guerra de Afganistán lo marcó especialmente.
En 2008 abandonó su profesión de reportero de guerra y se dedicó a la literatura.
Fue embajador de Francia de 2008 a 2013. Es autor también de las biografías de Joseph Kessel, Lucien Bodard, Ella Maillart, Miguel de Cervantes y Joseph Conrad. 
Es autor de numerosas obras, entre las que destacan El Barbaresco, Kessel, el nómada eterno o El Halcón afgano.
Desde hace unos años participa de manera directa en el programa 'Le monde vu du train' (El mundo desde el tren en España, emitido por el Canal Viajar).

## Obras literarias
- El País del interior (L'Arrière-pays), Calmann-Lévy, 2020
- Frontieras (Frontières), Paulsen, 2016
- Jack London, Paulsen, 2016
- El Encantamiento del mundo (L'Enchantement du monde), Flammarion, 2015
- La Confesión de Massoud (La Confession de Massoud), Flammarion, 2013
- Los Castigados (Les Impunis), Robert Laffont, 2013
- El Barbaresco (Le Barbaresque), Flammarion, 2011
- Conrad, le Voyageur de l'inquiétude, Arthaud-Flammarion, 2011
- Tendré oro (J'aurai de l'or), Robert Laffont, 2008
- Le Tibet est-il une cause perdue?, Larousse, 2008
- La mort blanche (Albin Michel, 2007)
- Sur les routes de la soie (con Reza, Hoëbeke, 2007
- Kessel, le nomade éternel, Arthaud, 2006
- La bataille des anges, Albin Miche 2006
- Le grand festin de l’Orient, Robert Laffont, 2004
- Routes de la soie, Mille et une nuits, essai, avec Samuel Douette 2004
- Je suis de nulle part: sur les traces d’Ella Maillart, Éditions Payot, 2003
- Humanitaires, Le Félin, 2002
- La mémoire assassinée, Mille et Une Nuits, 2001
- El halcón afgano: viaje al país de los talibanes (Le faucon afghan: un voyage au pays des talibans), Robert Laffont, 2001
- On ne se tue pas pour une femme, Plon, 2000
- Les enfants esclaves (Mille et une nuits, 1999)
- Lucien Bodard, un aventurier dans le siècle (Plon, 1997)
- La route de la drogue (Arléa, 1996 - réédité sous le nom de Chasseurs de dragons: voyage en Opiomie (Payot), 2000)
- French doctors: L’épopée des hommes et des femmes qui ont inventé la médecine humanitaire (Robert Laffont, 1995)
- Voyage au pays de toutes les Russies (Éditions Quai Voltaire, 1992)

## Premios y distinciones
- Premio Lazareff 1991
- Premio Albert Londres 1992
- Premio especial de los corresponsales de guerra Ouest-France 1997
- Segundo Premio de los corresponsales de guerra 1997
- Premio Joseph Kessel 1998
- Premio Mumm 1999
- Premio de l’aventure 1999
- Lauréat de la Fondation Journaliste demain
- Premio du Festival international des programmes audiovisuels 2001
- Laurier de l'audiovisuel 2001
- Premio Louis Pauwels 2002
- Premio especial du Festival international de grand reportage d'actualités 2003
- Premio del Público del Festival international de grand reportage d'actualités 2003
- Premio Cabourg 2004
- Premio de la Academia de Vichy 2005
- Lauréat de la Bourse "Écrivains Stendhal" du ministère des Affaires étrangères 2001 et 2005.[5]
- Trophée de l'Aventure pour le film La Fièvre de l'or, adapté de son livre J'aurai de l'or sur l'Amazonie 2008[6]
- Chevalier de la Légion d'honneur en 2009[7]
- Premio Terra Festival 2010[8]
- Premio Amerigo Vespucci 2011
- Premio de las Novelistas (Prix des Romancières) 2016
- Premio del Libro Europeo y Mediterráneo 2017